# Фредрік Тордендал
Фредрік Карл Тордендал (швед. Fredrik Carl Thordendal; 11 лютого 1970; Умео, Швеція) — шведський музикант, найбільш відомий як головний гітарист і бек-вокаліст екстремального метал-гурту Meshuggah, одним із засновників якого він є. Разом із ритм-гітаристом Meshuggah Мортеном Гаґстремом Тордендал посів № 35 за версією Guitar World у топ-100 найкращих геві-метал-гітаристів усіх часів.

## Кар'єра

### Meshuggah
Тордендал розпочав свою кар'єру, коли у 1985 році заснував у своєму рідному місті Умео «Metallien», гурт під сильним впливом Metallica. Пізніше група змінила назву на Meshuggah і випустила свій перший альбом Psykisk Testbild у 1989 році. Починаючи як треш-метал гурт, Музика Meshuggah поступово еволюціонувала до більш прогресивного звучання. Це звучання вплинуло на інші гурти, такі як Periphery, основний член якого Міша Мансур зіграв важливу роль у введенні терміну «Джент» щодо загальноприйнятої техніки гри на сильно приглушених, розширених пауер-акордах, які можна знайти в музиці Meshuggah. Тордендал отримав широке визнання серед метал-спільноти за свою роботу з Meshuggah.
Десь у 90-х, перед випуском Destroy Erase Improve, Тордендал потрапив у теслярський нещасний випадок на роботі, де він відрізав кінчик лівого середнього пальця; кінчик пальця був пришитий назад, і після неабиякого ступеня повторного навчання та практики він відновив повну майстерність гри на гітарі приблизно за рік.

### Fredrik Thordendal's Special Defects:Sol Niger Within
У 1997 році під назвою Fredrik Thordendal's Special Defects Тордендал випустив сольний альбом під назвою Sol Niger Within з Ultimate Audio Entertainment. Альбом був реміксований і перевиданий Ultimate Audio Entertainment і Relapse Records у 1999 році під назвою Sol Niger Within version 3.33. Перевидання містить два бонус-треки, але не містить кількох частин оригінальної версії. Нещодавно освоєна версія SNW також була вперше випущена на вінілі у 2016 році Husaria Records, американським лейблом, що спеціалізується на аудіофільських релізах; оригінальний матеріал альбому був опублікований у варіанті lacquer cut (500 одиниць) і у варіанті Direct Metal Mastering (500 одиниць). Тордендал також брав участь у кількох треках барабанщика Морґана Оґрена Mats/Morgan Band.
Стосовно другого альбому Special Defects Тордендал каже: «Це, насправді, мучило мою голову вже багато років. Я справді не знайшов часу, щоб розпочати проект. Це проект, над яким я буду працювати довше, без жодного поспіху, щоб зробити це якомога найкраще, я з нетерпінням чекаю, щоб це зробити, тому що я думаю, що це буде звучати так сильно, як усе, що я коли-небудь чув».

### Інші проєкти та внески

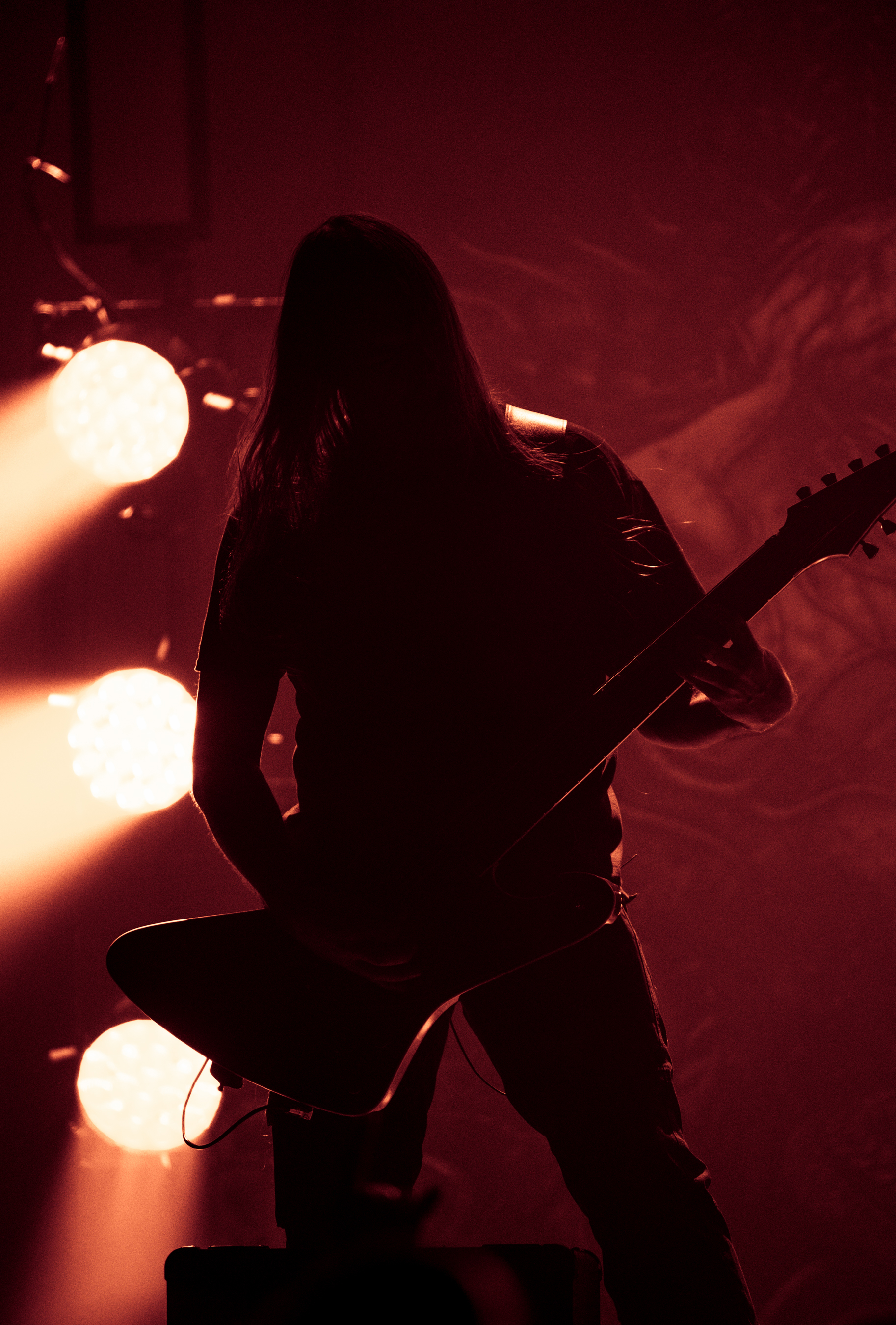
Тордендал на концерті. 2016 рік

Тордендал брав участь у численних сайд-проектах, таких як XXX Atomic Toejam з Петтером Марклундом. Проект випустив 7-дюймовий двотрековий сингл «Celebration» під назвою Sepülchre Inc., потім отримав псевдонім XXX Atomic Toejam і випустив MCD під назвою «A Gathering of the Tribes for the First / Last Human Be-In» на Cold Meat Industry, а також записав трек на збірці «Karmanik Collection». Повноформатний альбом так і не з'явився, але також грав на бас-гітарі для сольного проекту Petter Marklund Memorandum і разом з Marklund зробив ремікс на композиції на збірці 1995 року. «Ars Moriendi».
У 2010 році Тордендаль записав декілька барабанних треків із Морґаном Оґреном [зі шведського прог-рок гурту Kaipa] та Дірком Вербойреном [з Soilwork та Megadeth].
Тордендаль також є відомим продюсером, він продюсував увесь останній матеріал Meshuggah, а також релізи для інших гуртів, серед яких швейцарський Fragment.
Тордендал бере участь у треку Darkane «Psychic Pain» з альбому Insanity, граючи на гітарі. Тордендал також зробив внесок у пісню «Asphyxiate», яку можна знайти в альбомі Scarve Irradiant. Він зіграв соло на гітарі в заголовній пісні альбому Девіна Таунсенда Project Deconstruction.
Він також зробив внесок у саундтрек до відеоігор Wolfenstein: The New Order, випущений у 2014 році та Wolfenstein II: The New Colossus, випущений у 2017 році.

## Стиль гри та впливи
Як гітарист, Тордендал привертає увагу своєю чистою, складною головною грою, натхненною гітаристом джазового ф'южн Алланом Холдсвортом, і складною ритмічною грою з помітними поліметричними пасажами. Ці характеристики доповнюються його використанням семи та восьми струнних гітар. Він має великий внесок у написання пісень, а також виконує бек-вокал для деяких пісень під час живих виступів.
За словами Тордендала, Metallica і Tool впливають на Meshuggah. Meshuggah підтримували Tool під час їхнього туру по США восени 2002 року, де барабанщик Tomas Haake навіть з'явився як гість, виконавши з групою «Triad».
Тордендал високо оцінює роботу джазового ф'южн-гітариста Вейна Кранца з Кітом Карлоком і Тімом Лефевром, заявляючи, що «ці хлопці — найбільш надихаючий гурт, якого я чув за дуже довгий час». Він також заявив, що слухає Massive Attack і Cult of Luna.
В інтерв'ю Guitar World у 2011 році Тордендал казав: «Мій тато завжди слухав джаз, і я думаю, що це вплинуло на те, щоб я навчився імпровізації. Імпровізоване соло звучить набагато краще, ніж письмове. загалом, лише реакція на те, що мені говорять зсередини. І ні, я не проходив жодної формальної підготовки, коли я записую свої ліди, вони зазвичай базуються на відчуттях і абсолютно не знають усіх законів музичної теорії. Це, звісно, тому, що я просто граю все, що виходить, але для певних пісень я повинен з'ясувати, які гами мені потрібно використовувати, оскільки я не дуже добре володію всіма гам, мені іноді доводиться записувати частини і планувати щось наперед, я зазвичай імпровізую першу партію, потім вставляю написану партію і продовжую імпровізувати до кінця соло, але я це роблю будь-що, щоб це звучало так, ніби я знаю, що роблю».

## Обладнання

### Гітари

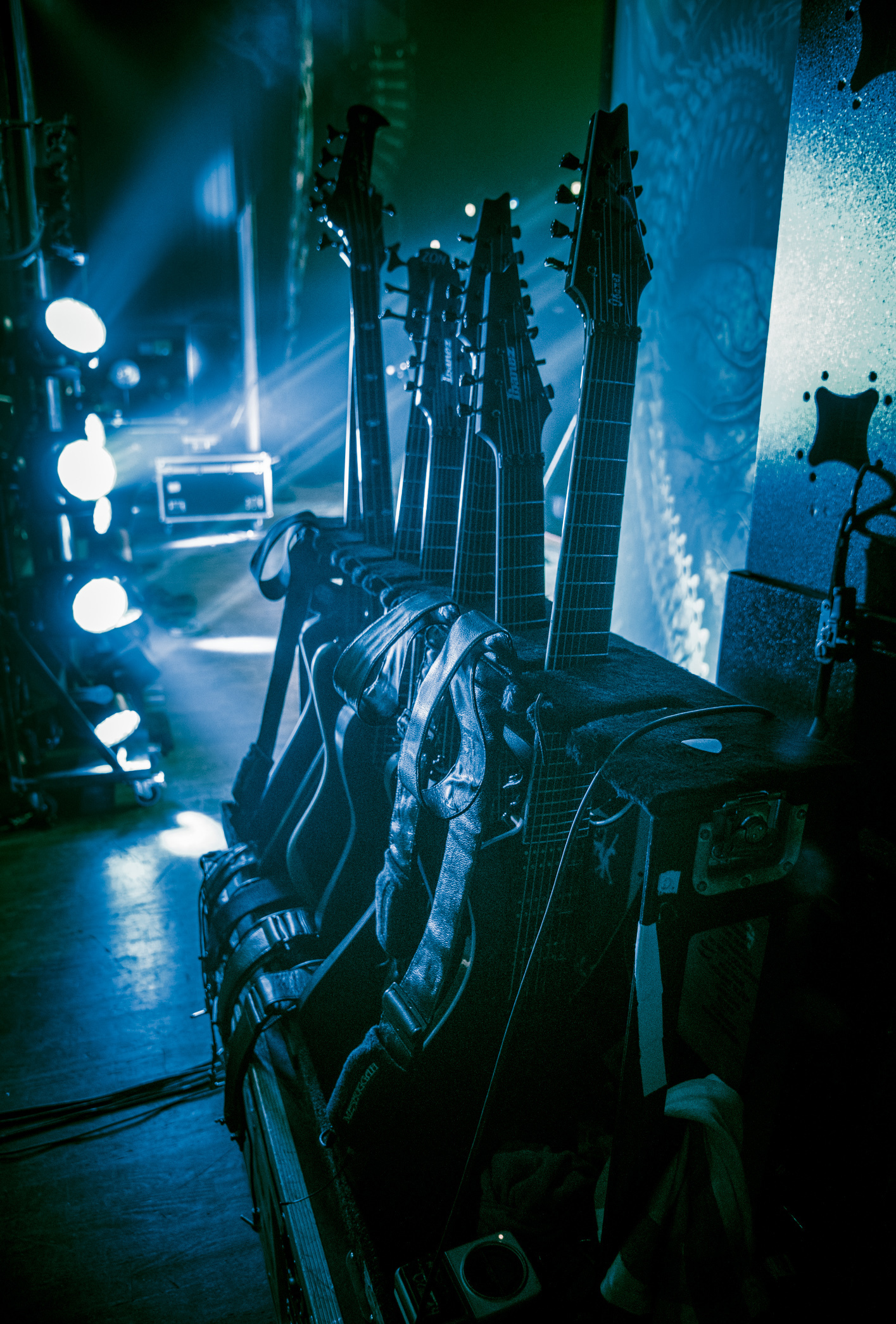
Гітари Meshuggah використані наживо в 2016 році.

Нинішні основні гітари Тордендала — це Ibanez Custom 8-String M8M, які мають корпуси з вільхи у формі RG або Iceman з 5-компонентними грифами з клена/Bubinga (29,4" {746,76 мм}), накладками з палісандрового дерева (без вставок), фіксованими бридж (насправді фіксоване тремоло Ibanez FX-Edge), один звукознімач Lundgren Model 8 з тих пір замінено системою тремоло Kahler. струнні акустичні гітари, також зроблені Ibanez. Деякий час він також використовував гітари Nevborn. Ця компанія створила свої перші 8 струнних гітар: однак ці гітари страждали від проблем з інтонацією, що змусило Тордендаля покинути компанію та перейти на використання виключно гітар Ibanez. У поточному турі по Північній Америці, який пропагує Koloss, він використовував спеціальні струни типу Firebird, Iceman і Explorer, Stoneman має 27-дюймову довжину, якій віддає перевагу Тордендал, як згадав його технік в інтерв'ю Premier Guitar. Ця гітара випускається під назвою Ibanez FTM33.
Тордендаль використовує унікальний пристрій для своїх лідерів, який називається MIDI-контролер дихання. Він стверджує: «Мене головним чином цікавило використання його як динамічного контролера. Я хотів почати ноту з нижчої гучності, а потім збільшити її, як це робить саксофоніст. Але з того часу я виявив, що це більш-менш неможливо з Оскільки контролер не видавав того звуку, який я шукав, мені довелося знайти інші способи його використання. Перший контролер дихання, який я створив на „Future Breed Machine“ і „Sublevels“ від Destroy Erase Improve, міг контролювати лише гучність, щоб наблизитися до того, що я зробив спочатку хотів, як-от додати контроль над частотами та спотвореннями. Я дуже задоволений тим, як вийшло соло „Missing Time“ з Sol Niger Within Version 3.33 [компакт-диск з реміксами дебютного альбому його сайд-проекту Fredrik Thordendal Special Defects But]. Я ніколи не думав, що ми підійшли достатньо близько, тому начебто відмовився від цього. Кілька років тому він був на продаж, але вже ні».

#### Стрій
Для ранніх релізів Meshuggah Тордендал налаштував свої 7 струн у B♭ (на півступені нижче стандартного налаштування на 7-струнній гітарі). Він наслідував його приклад, коли почав використовувати 8-струнні гітари, налаштувавши їх на фа (F, B♭, E♭, A♭, D♭, G♭, B♭, E♭). В інтерв'ю було пояснено, що вони налаштували свої гітари таким чином, тому що на початку Meshuggah, до того, як Єнс Кідман перейняв свій фірмовий стиль вокалу, йому було легше співати в тональності E♭ або B♭. Час від часу Тордендаль відходить від свого «стандартного» ладу: у піснях «Glints Collide», «Organic Shadows», «Perpetual Black Second», «The Hurt That Finds You First» і «Stengah» він налаштовує свою 8-струнну гітару на півкроку. нижче до E, він також налаштовує його на E♭ на «Nebulous» і «Shed» і навіть на D на «Obsidian». У «Spasm» він налаштовує її ще нижче, налаштовуючи найнижчу струну до B♭ (B♭, B♭, E♭, A♭, D♭, G♭, B♭, E♭), роблячи 8-ю струну на октаву нижче 7-ї, тоді як у «Mind's Mirrors» використовується 8-ма струна, налаштована на E0.

#### Струни
Струни DR, Tite-Fit, набір LH-9 «Lite & Heavy»: [.009 — .011 — .016 — .026 — .036 — .046], .052, .070 (штабні калібри на підписі Ibanez M8M гітара)

#### Плектри
Плектри Jim Dunlop 1,3 мм Primetone Standard з рукояткою Jim Dunlop 1,00 мм Nylon Standard

### Підсилювачі та ефекти

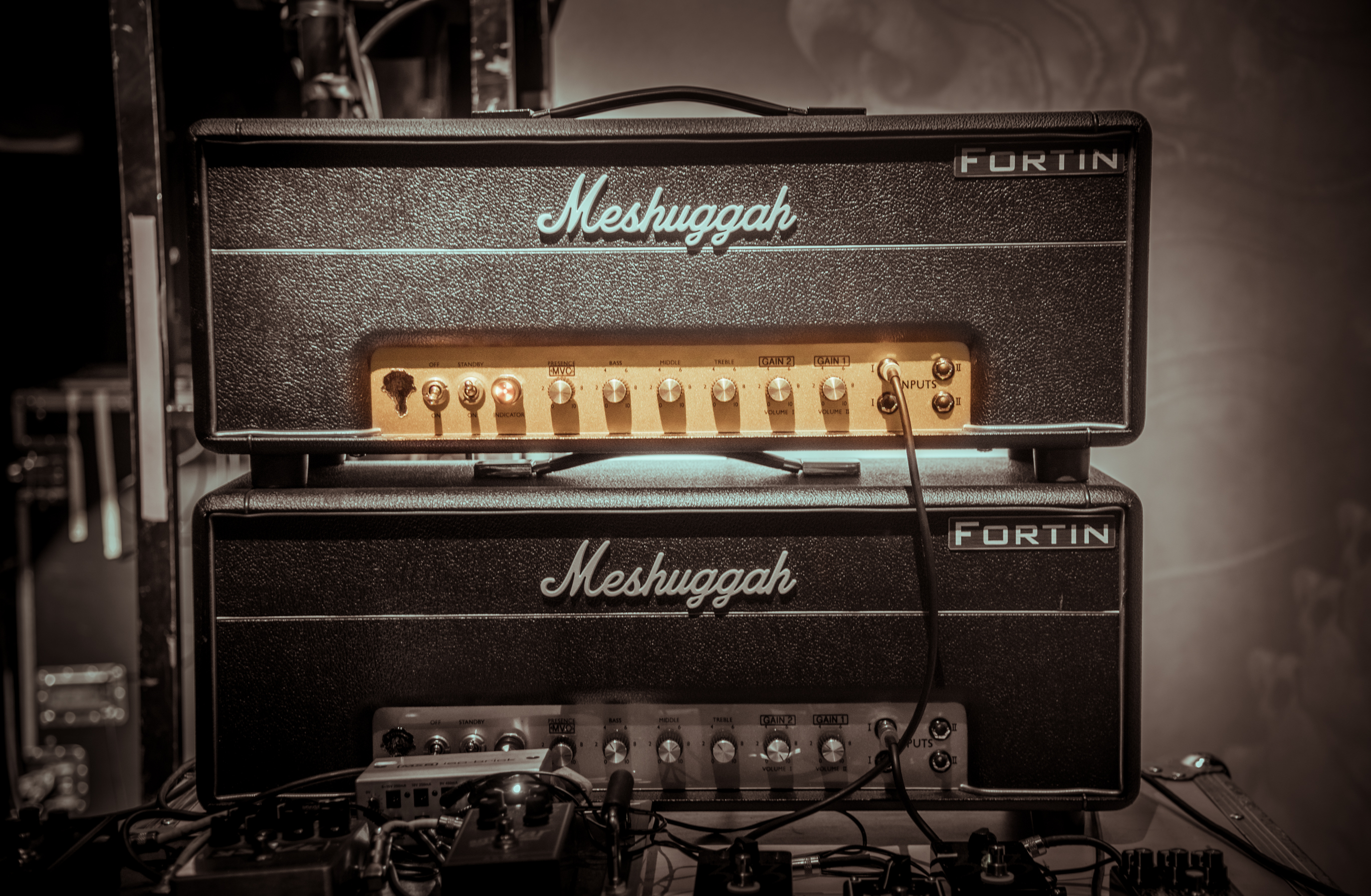
Зроблений на замовлення підсилювач Майка Фортіна, 2016 рік

- Fractal Audio Systems Axe-FX II (для всіх чистих ефектів і спотворених звуків гітари з ефектами)
- Підсилювач Fortin Custom Meshuggah — (одноканальний 50 Вт, без петлі ефектів, спеціально розроблені силові трансформатори) (Збудований на замовлення — конструкція турельної плати з проводкою «точка-точка» — вперше використано 30 жовтня 2016 року на живому шоу в Торонто)
- Дві ноти Торпедо Live
- Спеціальна педаль підсилення Fortin — (чорна педаль із написом «33»).

### Підсилювачі та ефекти, які використовувалися в минулому
- Randall Satan (2016)
- Fractal Audio AxeFX ULTRA (2010—2016)
- Головні пристрої Line 6 Vetta II (2005—2008)
- Line 6 POD Pro (2001—2005)
- Marshall Valvestate 8200 (1992—2001; для живих концертів)
- Mesa/Boogie .50 Caliber+ (1994)
- Mesa/Boogie Dual Rectifier (1995—2001; для студійної роботи)
- Marshall JCM800
- Marshall 1960A cab
- Rocktron Juice Extractor
- TC Electronic Chorus & Flanger
- Саморобний підсилювач «Les Amp»
- Саморобний кабінет 1x12"
- Yamaha Breath Controller
- Одиниця гучности (Yamaha BC controlled the amount of volume that the unit would allow through)
- ADA Rackmount Delay

## Дискографія

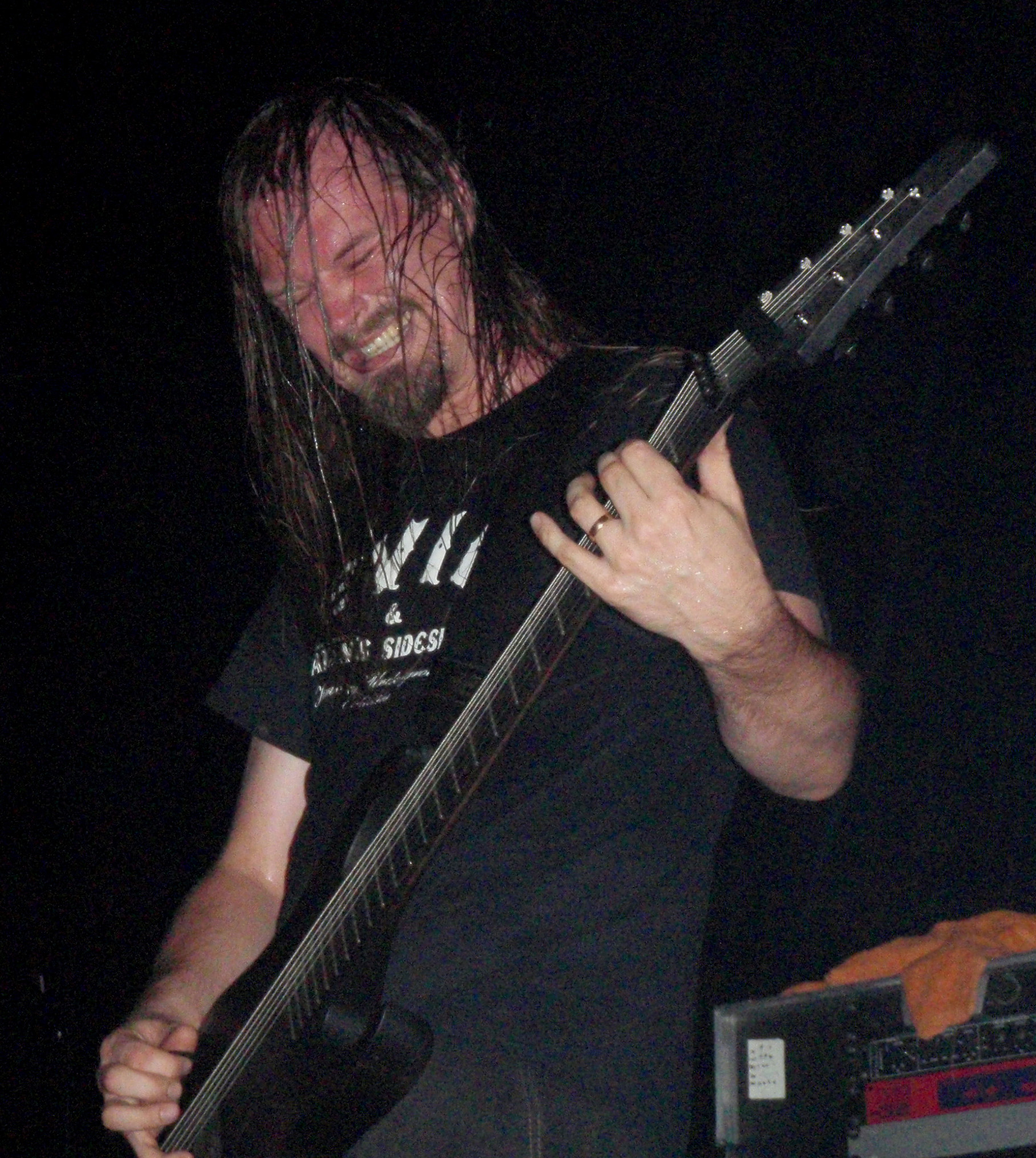
Тордендал з Meshuggah у 2008 році

### Meshuggah
- Psykisk Testbild (EP, 1989)
- Contradictions Collapse (1991)
- None (EP, 1994)
- Selfcaged (EP, 1995)
- Destroy Erase Improve (1995)
- Chaosphere (1998)
- Nothing (2002)
- I (EP, 2004)
- Catch Thirty-Three (2005)
- Nothing — Re-issue (2006)
- obZen (2008)
- Alive (Live Album, 2010)
- Koloss (2012)
- Pitch Black (EP, 2013)
- The Violent Sleep of Reason (2016)
- Immutable (2022)

### Fredrik Thordendal's Special Defects
- Sol Niger Within (1997)
- Без назви (TBA)

### The Devin Townsend Project
- Deconstruction (2011) (запрошений гітарист на «Deconstruction»)

### Gojira
- Безіменний Sea Shepherd EP (TBA) (запрошений гітарист на «Of Blood and Salt»)

### Маттіас Еклунд
- The Smorgasbord (2013) (запрошений гітарист на «Friedrichs Wahnbriefe»)

### Scarve
- Irradiant (2004) (запрошений сольний гітарист на «Asphyxiate»)

### Мік Ґордон
- Wolfenstein: The New Order (2014) (запрошений гітарист у «Herr Faust»)